# Romain Buron
Pour les articles homonymes, voir Buron (homonymie).
Romain Buron est un peintre et maître-verrier français de Gisors, actif entre 1534 et 1575. Principal disciple d'Engrand Leprince, il est l'auteur de nombreuses verrières à l'église Sainte-Foy de Conches-en-Ouche ou encore à la Collégiale Notre-Dame des Andelys.